# الیسون میچالکا
الیسون میچالکا (انگلیسی: Aly Michalka؛ زادهٔ ۲۵ مارس ۱۹۸۹) یک موسیقی‌دان اهل ایالات متحده آمریکا است. وی از سال ۲۰۰۴ میلادی تاکنون مشغول فعالیت بوده‌است.
از فیلم‌ها یا برنامه‌های تلویزیونی که وی در آن نقش داشته است می‌توان به بندسلم، ایزی ای، بزرگ‌شده‌ها ۲ و هم‌اتاقی و سریال izombie اشاره کرد.